# ووکوهل-دابلوو
ووکوهل-دابلوو (به آلمانی: Wokuhl-Dabelow) یک شهر در آلمان است که در مکلنبورگیشه زنپلاته واقع شده‌است. ووکوهل-دابلوو ۵۸۹ نفر جمعیت دارد.